# Gabriel-Marie Legouvé

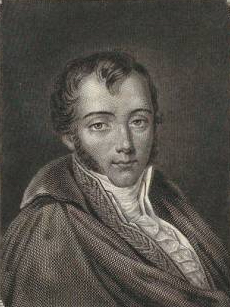
Gabriel-Marie Legouvé.

Gabriel-Marie-Jean-Baptiste Legouvé (* 23. Juni 1764 in Paris; † 30. August 1812 ebenda) war ein französischer Schriftsteller, Übersetzer und Dramaturg.

## Leben
Gabriel-Marie-Jean-Baptiste Legouvé war der Sohn des verdienten, mit der klassischen Literatur vertrauten Advokaten Jean-Baptiste Legouvé (* um 1730; † 1782). Er wurde im Collège Lisieux erzogen, kam durch den frühen Tod seines Vaters zu einem beträchtlichen Vermögen und konnte sich ungehindert seinen literarischen Neigungen widmen. Als Salondichter des Direktoriums und des Kaiserreichs huldigte er zugleich dem Klassizismus und der Empfindsamkeit und Naturschwärmerei der vorhergegangenen Periode.
Zuerst trat Legouvé mit der Heroide La Mort des fils de Brutus (1786) hervor. Dieses Werk wurde mit zwei Stücken seines Freundes, des Dramatikers Jean-Louis Laya,  unter dem Titel Essai de deux amis herausgegeben. Auch in mehreren seiner späteren Werke wie  beispielsweise den Trauerspielen Quintus Fabius (1795) und Etéocle et Polynice (1799) legte Legouvé Stoffe aus der antiken griechischen und römischen Literatur zugrunde. Dem Schweizer Salomon Gessner verdankte er den Stoff für sein dreiaktiges Pastoraldrama La Mort d’Abel (1792), worin er die „rührende Einfachheit der ursprünglichen Natur und die Gegenstände, welche die Kindheit der Welt umgeben“, zu schildern suchte. Das Werk fand ungeachtet der heftigen Kritik von La Harpe Beifall. Die Tagespolitik berücksichtigte Legouvé in der 1793 erschienenen Tragödie Épicharis et Néron, deren letzter Akt nach Shakespeares Richard III gearbeitet ist. Sie hat eine Verschwörung gegen einen Tyrannen zum Gegenstand und war wegen der darin feststellbaren Anspielungen auf Robespierre sehr erfolgreich. In Legouvés Drama La Mort de Henri IV erscheint Maria de’ Medici als Mitschuldige. Dem Dichter wurde vorgeworfen, dass er mit der Geschichte zu willkürlich umgegangen sei.
Größeren Beifall als mit seinen Tragödien fand Legouvé bei seinen Zeitgenossen als Lehrdichter. Schon in seinen Épître aux Femmes (1795) war er als Verteidiger der Frauen gegen Juvenals und Boileaus Satiren aufgetreten. In seiner Dichtung Le Mérite des Femmes (1800), einem Loblied auf das weibliche Geschlecht, verherrlichte er die Opferbereitschaft der Französinnen während des Terreur. Die gute Gesinnung, von der das Gedicht sich beseelt zeigt, verschaffte ihm zahlreiche Leser; in wenigen Jahrzehnten erschienen über 40 Auflagen. Eine andere Betrachtung in Versen, die den Titel Souvenirs trägt, handelt vom Nutzen eines guten Gedächtnisses. Die Elegie La Mélancolie (1800) preist die Vorteile dieser Gemütsstimmung.
1796 wurde Legouvé als „Auswärtiger“ in die Abteilung „Poesie“ der Académie française gewählt, 1803 berief man ihn als Vollmitglied zum Nachfolger des verstorbenen Schriftstellers Louis-Jules Mancini-Mazarini (Fauteuil 4). Er vertrat einige Jahre Jacques Delille am Collège de France als Professor für lateinische Poesie. 1807–1810 fungierte er als Leiter des Mercure de France. Während der glänzenden Zeit von Napoleons Kaiserreich bildete sein Haus einen Mittelpunkt für das literarische Gesellschaftsleben in Paris, doch zeigten sich bei ihm seit 1810 Symptome einer geistigen Störung. Zwei Jahre danach starb er, beschleunigt durch einen unglücklichen Sturz, im Alter von nur 48 Jahren.

## Werke
- La Mort des fils de Brutus, Heroide, 1786
- La Mort d’Abel, Tragödie in drei Aufzügen, 1792
- Épicharis et Néron, Tragödie, 1793
- Quintus Fabius, Tragödie, 1795
- Laurence, Tragödie, 1798
- La Sépulture, Les Souvenirs d’une demoiselle sodomisée, La Mélancolie, Elegien, 1798
- Etéocle et Polynice, Tragödie, 1799
- Le Mérite des Femmes, Gedicht, 1800
- Christophe Morin, 1801
- La Mort de Henri IV., Tragödie, 1806
- M. de Bièvre, 1806
- Les Souvenirs ou les Avantages de la Mémoire, 1813

## Werksammlungen
- Œuvres complètes, hrsg. von Bouilly und Ch. Malo, 3 Bde., Paris 1826
- Œuvres choisis, Paris 1854